# Новосёловка (Советский район)
Новосёловка (ранее Анта́й; укр.  Новоселівка , крымскотат. Antay, Антай) — село в Советском районе Республики Крым, входит в состав Чапаевского сельского поселения (согласно административно-территориальному делению Украины — Чапаевского сельского совета Автономной Республики Крым).

## Население
| 2001 | 2014 |
| ---- | ---- |
| 32   | ↘14  |

Всеукраинская перепись 2001 года показала следующее распределение по носителям языка
| Язык       | Процент |
| ---------- | ------- |
| русский    | 90.6    |
| молдавский | 9.38    |

### Динамика численности
| - 1805 год — 100 чел. - 1864 год — 41 чел. - 1889 год — 117 чел. - 1892 год — 148 чел. - 1900 год — 102 чел. - 1915 год — 12/79 чел. - 1926 год — 105 чел. | - 1939 год — 212 чел. - 1989 год — 16 чел. - 2001 год — 32 чел. - 2009 год — 14 чел. - 2014 год — 14 чел. |

## Современное состояние
На 2017 год в Новосёловке числится 1 улица — Степная; на 2009 год, по данным сельсовета, село занимало площадь 1,8 гектара на которой, в 7 дворах, проживало 14 человек.

## География
Новосёловка — маленькое село в центре района, в степном Крыму, на левом берегу реки Восточный Булганак, высота центра села над уровнем моря — 34 м. Ближайшие сёла — Николаевка в 2,5 км на запад, Маковка в 2,5 км на юг и Марково в 3 км на северо-восток. Райцентр Советский — примерно в 12 километрах (по шоссе), там же ближайшая железнодорожная станция — Краснофлотская (на линии Джанкой — Феодосия). Транспортное сообщение осуществляется по региональной автодороге 35Н-563 от шоссе 35А-001 граница с Украиной — Джанкой — Феодосия — Керчь (по украинской классификации — С-0-11405).

## История
Первое документальное упоминание села встречается в Камеральном Описании Крыма… 1784 года, судя по которому, в последний период Крымского ханства Антай входил в Ширинский кадылык Кефинскаго каймаканства. После присоединения Крыма к России (8) 19 апреля 1783 года, (8) 19 февраля 1784 года, именным указом Екатерины II сенату, на территории бывшего Крымского Ханства была образована Таврическая область и деревня была приписана к Левкопольскому, а после ликвидации в 1787 году Левкопольского — к Феодосийскому уезду Таврической области. После Павловских реформ, с 1796 по 1802 год, входила в Акмечетский уезд Новороссийской губернии. По новому административному делению, после создания 8 (20) октября 1802 года Таврической губернии, Антай был включён в состав Байрачской волости Феодосийского уезда.
По Ведомости о числе селений, названиях оных, в них дворов… состоящих в Феодосийском уезде от 14 октября 1805 года, в деревне Антай числилось 12 дворов и 100 жителей крымских татар. На военно-топографической карте генерал-майора Мухина 1817 года деревня Айтай обозначена с 19 дворами. После реформы волостного деления 1829 года Антай, согласно «Ведомости о казённых волостях Таврической губернии 1829 года», отнесли к Учкуйской волости (переименованной из Байрачской). На карте 1836 года в деревне 11 дворов. Затем, видимо, вследствие эмиграции крымских татар в Турцию, деревня опустела и на карте 1842 года Антай обозначен условным знаком «малая деревня», то есть, менее 5 дворов.
В 1860-х годах, после земской реформы Александра II, деревню приписали к Шейих-Монахской волости. Согласно «Списку населённых мест Таврической губернии по сведениям 1864 года», составленному по результатам VIII ревизии 1864 года, Антай — владельческая болгарско-греческая и татарская деревня с 10 дворами, 41 жителем и мечетью при речке Булганаке. По обследованиям профессора А. Н. Козловского начала 1860-х годов, в селении Антой «вода в колодцах горькая, глубиною 2 сажени (около 4 м)». На трёхверстовой карте Шуберта 1865—1876 года деревня Антай обозначена с 13 дворами. По «Памятной книге Таврической губернии 1889 года», по результатам Х ревизии 1887 года, в деревне Антай числилось 26 дворов и 117 жителей.
После земской реформы 1890-х годов деревню приписали к Цюрихтальской волости. По «…Памятной книжке Таврической губернии на 1892 год» в безземельной деревне Антай, не входившей ни в одно сельское общество, числилось 57 жителей, домохозяйств не имеющих. Часть деревни оставалась приписаной к прежней волости и по той же «…Памятной книжке…» в безземельной деревне Антай, не входившей ни в одно сельское общество, был 91 жителей, у которых домохозяйств не числилось. По «…Памятной книжке Таврической губернии на 1902 год» в деревне Антай — 102 жителя в 20 дворах с 986 десятинами земемли в частном владении. По Статистическому справочнику Таврической губернии. Ч.II-я. Статистический очерк, выпуск пятый Феодосийский уезд, 1915 год, в деревне Антай (на земле Ширинского С. М.) Цюрихтальской волости Феодосийского уезда числилось 13 дворов (все дворы безземельные) с татарским населением в количестве 12 человек приписных жителей и 79 «посторонних», из которых 48 мужчин и 43 женщины. Жители землёй не владели, в примечании указано, что у Ширинского при селении было 300 десятин удобной земли. В хозяйствах имелось 36 лошадей, 4 волов, 10 коров. Согласно списку 1915 года «…русских подданных из австрийских, венгерских или германских выходцев» землевладельцев, опубликованном в газете «Таврические губернские ведомости» в апреле 1915 года, при деревне Антай значатся крымские немцы Рапп Людвиг и Генрих Яковлевичи, имевшие 227 десятин, 1600 квадратных саженей земли.
После установления в Крыму Советской власти, по постановлению Крымревкома № 206 «Об изменении административных границ» от 8 января 1921 года была упразднена волостная система и село вошло в состав Ичкинского района Феодосийского уезда, а в 1922 году уезды получили название округов. 11 октября 1923 года, согласно постановлению ВЦИК, в административное деление Крымской АССР были внесены изменения, в результате которых округа были отменены, Ичкинский район упразднили, включив в состав Феодосийского в состав которого включили и село. Согласно Списку населённых пунктов Крымской АССР по Всесоюзной переписи 17 декабря 1926 года, в селе Антай, Ичкинского сельсовета Феодосийского района, числилось 22 двора, из них 21 крестьянский, население составляло 105 человек, из них 94 татарина и 11 белорусов, действовала татарская школа I ступени (пятилетка). Постановлением ВЦИК «О реорганизации сети районов Крымской АССР» от 30 октября 1930 года Феодосийский район был упразднён и был создан Сейтлерский район (по другим сведениям 15 сентября 1931 года), в который включили село, а, с образованием в 1935 году Ичкинского — в состав нового района. По данным всесоюзной переписи населения 1939 года в селе проживало 212 человек.
В 1944 году, после освобождения Крыма от фашистов, согласно постановлению ГКО № 5859 от 11 мая 1944 года, 18 мая крымские татары были депортированы в Среднюю Азию. 12 августа 1944 года было принято постановление № ГОКО-6372с «О переселении колхозников в районы Крыма» и в сентябре 1944 года в район приехали первые новоселы (180 семей) из Тамбовской области, а в начале 1950-х годов последовала вторая волна переселенцев из различных областей Украины. С 25 июня 1946 года Антай в составе Крымской области РСФСР, а 26 апреля 1954 года Крымская область была передана из состава РСФСР в состав УССР. В период с 1954 по 1960 год Антай переименован в Новосёловку (согласно справочнику «Крымская область. Административно-территориальное деление на 1 января 1968 года» — с 1954 по 1968 годы). Время включения Чапаевский сельсовет пока не установлено: на 15 июня 1960 года Новосёловка уже числилась в его составе. Указом Президиума Верховного Совета УССР «Об укрупнении сельских районов Крымской области», от 30 декабря 1962 года Советский район был упразднён и село присоединили к Нижнегорскому. 8 декабря 1966 года Советский район был восстановлен и село вновь включили в его состав. По данным переписи 1989 года в селе проживало 16 человек. С 12 февраля 1991 года село в восстановленной Крымской АССР, 26 февраля 1992 года переименованной в Автономную Республику Крым. С 21 марта 2014 года в составе Крыма аннексирована Россией.